# 登幸人
登 幸人（のぼり ゆきひと、1950年（昭和25年）12月20日 - ）は、日本の政治家。元兵庫県高砂市長（3期）。

## 来歴
兵庫県加古川市出身。神戸商科大学商学部卒業。1973年4月、高砂市役所に入所。2007年1月1日、助役に就任。同年4月1日、副市長に就任。同年8月から入院した岡恒雄高砂市長の職務代行をつとめる。
2008年2月22日、岡が死去。それに伴って同年4月13日に行われた高砂市長選挙に無所属で出馬し、初当選。投票率は47.14％。同日市長に就任。
2016年4月の選挙で3選。
2021年、旭日小綬章受章。